# Ukaanjärvi
Ukaanjärvi är en sjö i kommunen Tammerfors i landskapet Birkaland i Finland. Sjön ligger 112,1 meter över havet. Arean är 1,64 kvadratkilometer och strandlinjen är 20,51 kilometer lång. Sjön  ingår i Kumo älvs huvudavrinningsområde.   Den ligger omkring 27 km norr om Tammerfors och omkring 180 km norr om Helsingfors. 